# Wimbledon 2019 (turniej legend seniorów)
Wimbledon 2019 – turniej legend seniorów – zawody deblowe legend seniorów, rozgrywane w ramach trzeciego w sezonie wielkoszlemowego turnieju tenisowego, Wimbledonu. Zmagania miały miejsce w dniach 9–14 lipca na trawiastych kortach All England Lawn Tennis and Croquet Club w London Borough of Merton – dzielnicy brytyjskiego Londynu.

## Drabinka

#### Klucz
- w/o – walkower
- k – krecz
- d – dyskwalifikacja
- Q – kwalifikant
- WC – dzika karta
- LL – szczęśliwy przegrany
- Alt – zawodnik zastępczy
- PR – ochrona rankingu
- SE – specjalna przepustka
- ITF – ranking ITF
- JE – ranking juniorski

### Faza finałowa
|  |       |                                |   |   |    |
|  | Finał |                                |   |   |    |
|  |       |                                |   |   |    |
|  |       |                                |   |   |    |
|  |       |                                |   |   |    |
|  | A3    | Jonas Björkman Todd Woodbridge | 4 | 6 | 10 |
|  | A3    | Jonas Björkman Todd Woodbridge | 4 | 6 | 10 |
|  | B1    | Jacco Eltingh Paul Haarhuis    | 6 | 3 | 6  |
|  | B1    | Jacco Eltingh Paul Haarhuis    | 6 | 3 | 6  |
|  |       |                                |   |   |    |

### Faza początkowa

#### Grupa A
|    |                                | Bahrami Wilkinson         | Bates Castle              | Björkman Woodbridge | Ferreira Woodforde     | Mecze W–L | Sety W–L | Gemy W–L | Miejsce |
| A1 | Mansur Bahrami Chris Wilkinson |                           | 4:6, 6:3, 4–10 (13 lipca) | 4:6, 3:6 (11 lipca) | 3:6, 5:7 (9 lipca)     | 0–3       | 1–6      | 25–35    | 4.      |
| A2 | Jeremy Bates Andrew Castle     | 6:4, 3:6, 10–4 (13 lipca) |                           | 4:6, 2:6 (9 lipca)  | 5:7, 6:7(3) (11 lipca) | 1–2       | 2–5      | 27–36    | 3.      |
| A3 | Jonas Björkman Todd Woodbridge | 6:4, 6:3 (11 lipca)       | 6:4, 6:2 (9 lipca)        |                     | 6:3, 6:3 (13 lipca)    | 3–0       | 6−0      | 36–19    | 1.      |
| A4 | Wayne Ferreira Mark Woodforde  | 6:3, 7:5 (9 lipca)        | 7:5, 7:6(3) (11 lipca)    | 3:6, 3:6 (13 lipca) |                        | 2–1       | 4–2      | 33–31    | 2.      |

#### Grupa B
|    |                               | Eltingh Haarhuis          | Krajicek Petchey          | Leconte McEnroe     | Rusedski Santoro          | Mecze W–L | Sety W–L | Gemy W–L | Miejsce |
| B1 | Jacco Eltingh Paul Haarhuis   |                           | 5:7, 6:1, 10–7 (10 lipca) | 6:3, 7:5 (9 lipca)  | 3:6, 1:1 krecz (12 lipca) | 3−0       | 5−2      | 29−23    | 1.      |
| B2 | Richard Krajicek Mark Petchey | 7:5, 1:6, 7–10 (10 lipca) |                           | 6:3, 6:4 (13 lipca) | 5:7, 3:6 (9 lipca)        | 1−2       | 3−4      | 28−32    | 3.      |
| B3 | Henri Leconte Patrick McEnroe | 3:6, 5:7 (9 lipca)        | 3:6, 4:6 (13 lipca)       |                     | 4:6, 2:6 (11 lipca)       | 0−3       | 0−6      | 21−37    | 4.      |
| B4 | Greg Rusedski Fabrice Santoro | 6:3, 1:1 krecz (12 lipca) | 7:5, 6:3 (9 lipca)        | 6:4, 6:2 (11 lipca) |                           | 2−1       | 5−1      | 32−18    | 2.      |

## Pula nagród
| Runda                    | Pieniądze (£) |
| Zwycięzcy                | 27 000        |
| Finaliści                | 23 000        |
| Drugie miejsce w grupie  | 20 000        |
| Trzecie miejsce w grupie | 20 000        |
| Czwarte miejsce w grupie | 20 000        |